# 尖頭脂眼鯡
尖頭脂眼鯡為輻鰭魚綱鲱形目鲱科的其中一種，分布於東太平洋美國加州Monterey灣至智利海域，體長可達30公分，棲息在沿海海域，生活習性不明。

## 擴展閱讀
維基物種上的相關：尖頭脂眼鯡